# L'uomo della carità - Don Luigi Di Liegro
L'uomo della carità - Don Luigi Di Liegro è una miniserie televisiva del 2007 in due puntate.
La miniserie tratta la biografia di don Luigi Di Liegro.

## Distribuzione
| n° | Prima TV Italia | Rete     | Telespettatori | Share  |
| -- | --------------- | -------- | -------------- | ------ |
| 1  | 21 maggio 2007  | Canale 5 | 3.569.000      | 14,66% |
| 2  | 22 maggio 2007  | Rete 4   | 2.228.000      | 9,14%  |